# Школа унтер-офицеров (Финляндия)
Школа унтер-офицеров либо Унтер-офицерский курс (фин. Aliupseerikoulu -kurssi, сокр. AUK) — в Силах обороны Финляндии это учебное заведение и так же отдельный курс в различных подразделения, цель которого является подготовка унтер-офицеров. Унтер-офицеры обучаются на должности командиров отделений. Курс включает 24 недельное обучение командирской подготовки.
Ранее, когда унтер-офицеров также обучали в Школе кадровых унтер-офицеров (фин. Kanta-aliupseerikoulu), курс, который проходили призывники, назывался Школой или курсом унтер-офицеров в запаса (фин. Reservialiupseerikurssi, сокр. RAUK).

## Служба
Обычно на курс унтер-офицеров поступают в звании рядового после окончания базовой подготовки, но в особых случаях под конец срочной службы или после службы есть возможность попасть на так называемый поздний Курс (фин. jälki-AUK).
Во время курса срочники получают звание  Унтер-офицер курсант (фин. Aliupseerioppilas) ,и обычно в ходе курса они за заслуги получают воинское звание Унтер-офицерский курсант капрал (фин. Aliupseerioppilaskorpraali). В случае позднего курса, Унтер-офицерский курсант может иметь звание капрала уже до начала курса. После завершения курса курсанты получают звание младший сержант (фин. Alikersantti).
Общая продолжительность службы для тех, кто пошёл на курс унтер-офицеров, составляет 347 дней, и самая распространённая должность после окончания школы — командир отделения но так же могут стать «Cанцарями» (фин. santsarit) это унтер-офицеры, которые работают инструкторами на курсе, обучая будущих командиров отделений.
Лучшие младшие сержанты могут быть повышены до сержанта в течение срока службы. Прошедшие поздний курс унтер-офиера увольняются в запас сразу после окончания курса и, соответственно, не получают допольнительный срок службы.

## История
В 1919 году срочная военная служба получила новую структуру по этапам. Отобранные для подготовки унтер-офицерво переводились в Школу унтер-офицеров через два месяца после начала службы. По завершении 17-недельного курса они становились командирами отделений и инструкторами для нового призыва.
В ходе реформы 1922 года были учреждены капральские курсы, после которых обучение продолжалось либо в Школе унтер-офицеров, либо в Школе офицеров запаса.
После Гражданской войны подготовка кадровых унтер-офицеров долгое время основывалась на временных мерах. Под руководством немецких инструкторов проводились как общие, так и специализированные курсы для унтер-офицеров. Согласно указу от мая 1921 года было принято решение об основании Пехотной унтер-офиеров, которая разместилась в Марковилла, Выборг.  На курсы, продолжавшиеся 11 месяцев, первоначально принимались также лица не из армии, прямо из гражданской жизни, но позднее стали требовать минимум одного года службы в войсковой части.

## См.также
- Школа офицеров запаса (Финляндия)
- Академия национальной обороны Финляндии
- Капральский курс (Финляндия)
- Младший сержант (Финляндия)